# Eumenes dubius
Eumenes dubius är en stekelart som beskrevs av Henri Saussure 1852. Eumenes dubius ingår i släktet krukmakargetingar, och familjen Eumenidae. Utöver nominatformen finns också underarten E. d. palaestinensis.